# امتزاز فيزيائي
الامتزاز الفيزيائي (بالإنجليزية: Physisorption)، هو العملية التي يكون التركيب الإلكتروني للذرة أو الجزيء قابل للامتزاز.